# Рокицкий, Пётр Фомич
Пётр Фомич Рокицкий (15 августа 1903, Кустовница, Минская губерния Российская империя — 21 октября 1977, Минск Белорусская ССР СССР) — советский учёный в области общей биологии, генетики, биометрии и селекции животных, академик АН БССР (1967—1977).

## Биография
Родился Пётр Рокицкий 15 августа 1903 года в Кустовнице. Через некоторое время переехал в Москву и поступил в МГУ, который окончил в 1927 году. Ученик профессора Н.К. Кольцова, в годы обучения (1924-25 гг.) он проходил практику на Анниковской биостанции ИЭБ, что определило его не только его связь с Институтом, но и работу с С.С. Четвериковым: с 1926 года Рокицкий зачислен в штат отдела генетики ИЭБ. В те годы к ИЭБ также относилась Центральная генетическая станция в Назарьево (в Подмосковье), где он работал научным сотрудником в 1929-30 гг. С 1930 по 1938 год работал во Всесоюзном НИИ животноводства, одновременно с этим с 1932 по 1938 год работал на кафедре генетики МГУ. С 1938 по 1948 год заведовал кафедрой разведения и генетики Московского пушно-мехового института, какое-то время занимал должность заместителя директора.
После августовской сессии ВАСХНИЛ 1948 года отстранён от заведования кафедрой и уволен из института. Рокицкий устроился преподавать математику в школе рабочей молодёжи при «Сто двадцатом заводе» в Балашихе. Но по прошествии года был уволен и оттуда. В 1949 году переезжает в Коми, где до 1957 года заведует отделом животноводства и зоологии в филиале АН СССР. По другим сведениям он какое-то время работал таксидермистом в одном из заповедников.
В 1957—1960 годах работал во Всесоюзном институте научной и технической информации заместителем главного редактора реферативного журнала «Биология» в Москве. В 1960 году возвращается на свою родину в БССР, где его приглашают в БелГУ, где на протяжении 9 лет заведует кафедрой зоологии позвоночных, одновременно с этим с 1965 по 1977 год заведовал лабораторией теоретической генетики института генетики и цитологии АН БССР.
Скончался Пётр Рокицкий 21 октября 1977 года в Минске.
Похоронен на Восточном кладбище. Над могилой установлена белая стела с рельефным бронзовым портретом.

## Семья
- Жена — Татьяна Ивановна Рокицкая?, урождённая ?, выпускница Иняза, домохозяйка, в Балашихе бесплатно учила детей сотрудников института английскому языку[5].
  - Дочь — Нина (г. р. 1932?)[5]

## Научная деятельность
Основные научные работы посвящены генетике и генетическим основам селекции.
- Изучал взаимосвязь между изменчивостью и отбором, измерил эффект рентгеноселекции.
- Первым в СССР начал исследования по радиационной генетике млекопитающих.
- Сформулировал и экспериментально обосновал понятие о поле действия гена.
- Уделял значительное внимание вопросам биологической статистики.

### Научные труды
- Генетика, 1937.
- Введение в статистическую генетику, 1978 (посмертная публикация).

### Членство в обществах
- 1966—1977 — Президент Белорусского общества генетиков и селекционеров.